# Sclerothamnus clausi
Sclerothamnus clausi är en svampdjursart som beskrevs av Marshall 1875. Sclerothamnus clausi ingår i släktet Sclerothamnus och familjen Tretodictyidae. Inga underarter finns listade i Catalogue of Life.